# Aniconismul în Islam

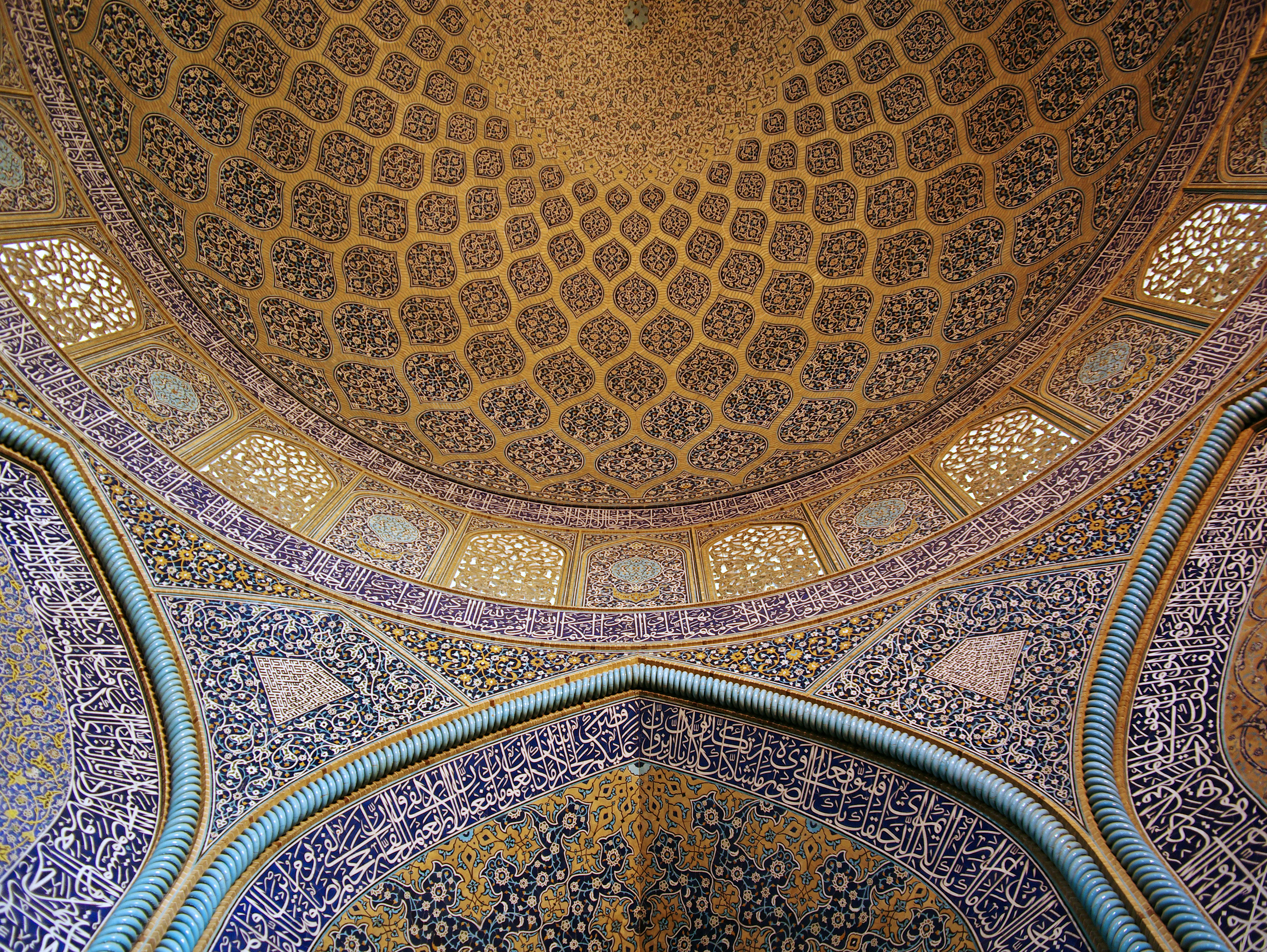
Interior din moscheea lui Lotfollah din Isfahan, Iran, ai cărei pereți nu sunt decorați cu imaginea vreunei persoane sau divinități

Aniconismul (refuzul imaginii figurate) este un concept ce face trimitere la lipsa reprezentărilor divinităților și sfinților, în special în religiile monoteiste, și anume iudaismul, creștinismul și islamul. Acesta din urmă este recunoscut pentru rezervele pe care le manifestă față de imagine, întrucât, atât în Coran, cât și în Hadith, „făcătorii de imagini” care reproduc ființe însuflețite, oameni sau animale, sunt sortiți chinurilor iadului. Prin acest fapt, ei „concurează” pe Allah, „Creatorul” și „Făcătorul” prin excelență, cele două atribute din limba arabă, Al-Khaliq și Al-Mușawwir, numărându-se printre cele 99 de nume ale lui Allah. Având în vedere faptul că interdicția privește sculptura tridimensională, se poate observa o înclinare a artelor islamului către decoruri florale, peisagistice sau geometrice și caligrafie. Pentru artistul musulman formele geometrice și modelele florale suprapuse pe diverse suprafețe decorabile sunt satisfăcătoare din punct de vedere estetic și religios, întrucât acestea exprimă armonia și ritmul creației în care se reflectă unicitatea și unitatea lui Dumnezeu.

## Manifestări în trecut
În ceea ce privește interdicția de a reprezenta ființe vii, aceasta este respectată întocmai în secolele VII-VIII și rămâne valabilă chiar și astăzi în întreg domeniul religios: decorarea moscheilor, ilustrarea Coranului și a textelor religioase. Anumite libertăți se observă la califii omeyyazi, care își împodobesc reședințele cu stucaturi policrome figurative și cu statui aproape tridimensionale, reprezentând în mod autentic suveranii și membrii anturajului acestuia. Mai mult decât atât, picturile murale din castelele omeyyade înfățișează același tipar, una din cel de la Qasr Amra reprezentând suveranii învinși de către expansiunea musulmană. În schimb, mozaicurile marii moschei a omeyyazilor din Damasc nu prezintă decât motive vegetale sau peisaje. Începând cu secolul al IX-lea Imperiul musulman începe să cuprindă mai multe popoare, ale căror religii acordă o mare importanță reprezentării umane în cult și în artă, însă o susținere a venit din partea mișcării iconoclaste bizantine (secolele VIII-IX).. 
După secolul al XII-lea, arta figurativă ia amploare în India, Iran și Imperiul Otoman, în timp ce, după 1350, în Arabia dispare. Comunitatea musulmanilor, ummah, stabilește atitudinea față de artă, în funcție de indicii istorici și politici, astfel, reprezentarea fiind diferită în cadrul lumii islamice. Spațiul sunnit abordează o anumită exigență în domeniul artei, impusă de islamul legalist, în timp ce șiiții nu se sfiesc a fi reprezentaționali. În ambele cazuri, însă, regăsim o sobrietate ce asigură menținerea conceptului de unicitate și unitate a divinității (tawhīd).

## Situația actuală
În prezent, conceptul de aniconism în islam coexistă cu o viață încărcată de imagini, în funcție de interesele politice sau orientările religioase. Un exemplu în acest sens sunt canalele de televiziune arabe, cel mai faimos fiind Al-Jazeera, care este transmis la nivel global. O altă dovadă sunt chipurile conducătorilor (Hosni Mubarak, Gamal Abdel Nasser sau Bashar al-Assad) prezente pe bancnote, monede, străzi, afișe, birouri sau chiar statuile, cum a fost în cazul lui Saddam Hussein. Cât despre adepții șiismului, aceștia exprimă un profund devotament religios față de portretele celor mai importante personalități șiite, cum ar fi Ali. Contrar tradiției sunnite, la mormântul decedaților se poate așeza o fotografie, iar Ayatollahul Ali Al-Sistani a dat o fatwa prin care a permis portretele lui Muhammad sau ale altor profeți.

## Idolatria în islam
Monoteismul intransigent predicat de Muhammad viza combaterea cultelor idolatre ale arabilor din epoca ignoranței preislamică. În Coran se regăsesc patru termeni care denumesc idolii: așnām (idolii în sensul strict al termenului de imagini ale divinității), anșāb (statui ridicate sau așezate pe socluri), awthān (imagini gravate) și tamāthīl (portrete), care este pluralul lui timthāl („a opera un mimesis”). Omul nu este făcut după chipul lui Dumnezeu, ci i se insuflă chipul divin, așadar reprezentarea omului în artă nu poate înfățișa credinciosului divinitatea sau duhul, căci operele de artă care reprezintă ființe vii nu sunt însuflețite. Această problemă a actului creator este susținută de faptul că Dumnezeu e singurul care poate spune „fii!”. Atitudinea musulmanului față de imagine indică faptul că viețuitoarele sunt imposibil de reprezentat în mod fidel și că operele de artă de această natură distrag atenția de la conduita prescrisă de Coran și tradiție.
Sahih al-Bukhari relatează unele tradiții transmise prin intermediul soției Profetului, Aysha, care susțin că în ziua învierii universale, făcătorilor de imagini li se va cere să-și aducă operele la viață, artiștii vor fi aspru pedepsiți, iar îngerii nu vor intra în casele unde se află reprezentări picturale. Se spune despre Muhammad că i-ar fi cerut soției să îndepărteze o draperie cu imagini, deoarece îi distrăgea atenția de la rugăciune, dar și că a distrus cei 360 de idoli din jurul sanctuarului Kaaba pictat pe interior de meșterii bizantini cu diverse scene religioase. Profetul a ordonat distrugerea picturilor, cu excepția unei icoane pe care se afla chipul Fecioarei Maria cu Pruncul, arsă la rândul său într-un incendiu ulterior. 

## Teologie.Viziuni din Coran.
Aniconismul islamic capătă anvergură odată cu dezvoltarea școlilor de jurisprudență islamică (fiqh), care se consideră cele mai ortodoxe autorități religioase și predică un islam legalist, autoritar și arid. În diverse pasaje din Coran, Dumnezeu cheamă pe oricine să compună o scriere asemănătoare textului sacru, acest lucru fiind imposibil, datorită perfecțiunii și inimitabilității Coranului („Dacă ei spun: „El l-a născocit”, spune: „Aduceți o sură care să fie lui deopotrivă și chemați pe cine puteți afară de Dumnezeu, dacă spuneți adevărul!”). Coranul nu abordează problema artei în mod direct, iar faptul că în islam nu s-a pus problema teologiei imaginii în timp ce în lumea bizantină se desfășura criza iconoclastă, arată că imaginea nici nu intra în discuțiile teologice ale musulmanilor. Puterea de creație este exclusiv divină, deoarece în Coran se regăsește ideea conform căreia a crea înseamnă a insufla viață și a produce ceva din nimic („după ce îi voi desăvârși chipul și voi sufla în el din Duhul Meu, aruncați-vă cu fața la pământ înaintea lui.”), iar Dumnezeu nu are competitor. 
Coranul prezintă două tipuri de estetică, una a cuvântului și a vocii și alta a imaginii și a apariției, conform căreia Dumnezeu apare prin intermediul manifestărilor sale. Toate lucrurile create din lume reprezintă simboluri care indică Invizibilul. Însuși Coranul este un semn care indică alte semne, surele. Dovezile existenței lui Dumnezeu stau în Creație, iar cel care știe să privească va ști să înțeleagă, la fel ca și cel care știe să asculte Coranul.

## Pictura
Pictura în islam nu este menită să transmită un mesaj religios, căci această funcție este îndeplinită de limba arabă, considerată sacră și suficientă pentru a reda atât expresii spirituale, cât și fizice. În fazele incipiente ale islamului, în timpul convertirilor la islam, imaginile jucau un rol pedagogic, fapt dovedit de picturile miniaturale de natură religioasă ce se înmulțeau în rândul mongolilor, turcilor și iranienilor. Unii musulmani au permis în continuare folosirea lor în scopul decorării, însă nu în locurile de rugăciune.
În ceea ce privește reprezentările Profetului, artiștii s-au sfiit a le realiza, deși acestea se regăseau în manuscrise. Pentru musulmani, Profetul Muhammad este întruparea omului perfect și nu se cade a fi reprezentat prin caracteristici efemere. Sursele iraniene îl înfățișează în perioada primelor convertiri în portrete, mai apoi doar prin simboluri, iar în perioada otomană descrierea sa este realizată numai prin mijloace lingvistice, într-o înșiruire de atribute.

## Realismîn arta islamică
Un concept foarte important ce stă la baza operelor de artă în islam este acela conform căruia o operă de artă care refuză să imite natura ajunge să afirme unicitatea lui Dumnezeu și înlesnește manifestarea acestuia. Opera nu trebuie să imite un obiect real, ci să indice, asemenea naturii, adevărul transcendent. Așadar, nu se poate vorbi de artă realistă sau naturalistă în islam. Spre exemplu, picturile persane înfățișează siluete aglomerate, chipuri lipsite de trăsături specifice, translucide, îmbrăcate în veșminte de culori pure, neamestecate cu umbra. Spațiul este unul bidimensional, iluminat în mod egal, scopul nefiind surprinderea unei asemănări cu realul, ci redarea unei lumi ce surprinde lucrarea divină.
Pentru musulmani opera de artă e în strânsă legătură cu Dumnezeu și adevărul religios. O operă realistă reproduce fidel modul în care omul gândește realitatea. În schimb, arta islamului destramă orice țesătură realistă și atrage atenția că vizează altceva, prin sugestii și indicii. Artiștii musulmani s-au remarcat în rândul arabilor, mongolilor, indienilor și turcilor prin evitarea abordării naturalismului, mai exact, prin folosirea viziunii tridimensionale și prin modelarea chipului uman în lumini și umbre. Prin aceste stilizări, ei au reușit să își urmeze instinctul creativ și totodată să-și respecte convingerile religioase.  Astfel, viziunea musulmană abstractizează opera de artă, doar așa evitând idolatria și servind ca o punte între Creator și creatură.

## Arabesculșicaligrafia

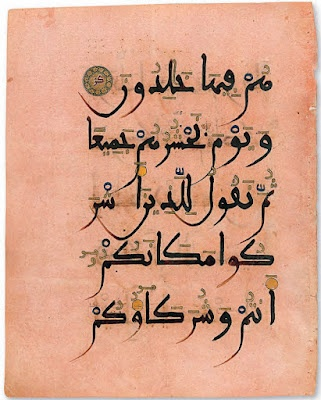
Caligrafie model „andalusi”

În timp, lucrurile au evoluat către o estetică „islamizată” a reprezentării, principalele segmente fiind arabescul și caligrafia. Acestea au dinamica lor proprie, bazată pe abstractizare și au ajuns să se identifice cu arta musulmană în întregimea ei. Astfel, apare o estetică specifică islamului cu rolul de reprezentare a ființelor vii, unde sunt căutate anumite concepte care utilizează forma pentru a exprima o idee referitoare la o anumită creatură și nu pentru a o reproduce în mod individual.
Arabescul este un tip de motiv ornamental și constă în mai multe forme regulate care se repetă la un interval regulat de timp. Aceste forme sunt de natură vegetală (frunze de copac, flori) sau geometrică (cercuri, pătrate, triunghiuri). Arabescul se folosește pentru decorarea spațiilor goale, într-o manieră repetitivă ce simbolizează infinitatea lui Dumnezeu.
Caligrafia (Arabă: al-khatt, الخط), considerată vehicul al cuvântului divin în artă și decorație , dar și o compensație pentru interzicerea reprezentării umane și divine, întruchipează viziunea Dumnezeului invizibil din tradiția islamică, unde limba arabă este minunea Coranului.  Primele exemple apar pe monedele din secolul al VII-lea și pe inscripțiile din Cupola Stâncii. Există mai multe tipuri de caligrafie, cum ar fi: kufic, thuluth, naskhi, maghribi, andalusi, riq`a, diwani sau ta`liq.Toate însă, transformă o literă într-o imagine, unde sensul principal devine cel secundar. Caligrafia este o artă religioasă, iar caligrafii sunt persoane importante al căror loc pe cealaltă lume este Raiul, așadar celor care nu fac parte din islam le este interzis să scrie Coranul.

## O altă reprezentare.Turcia

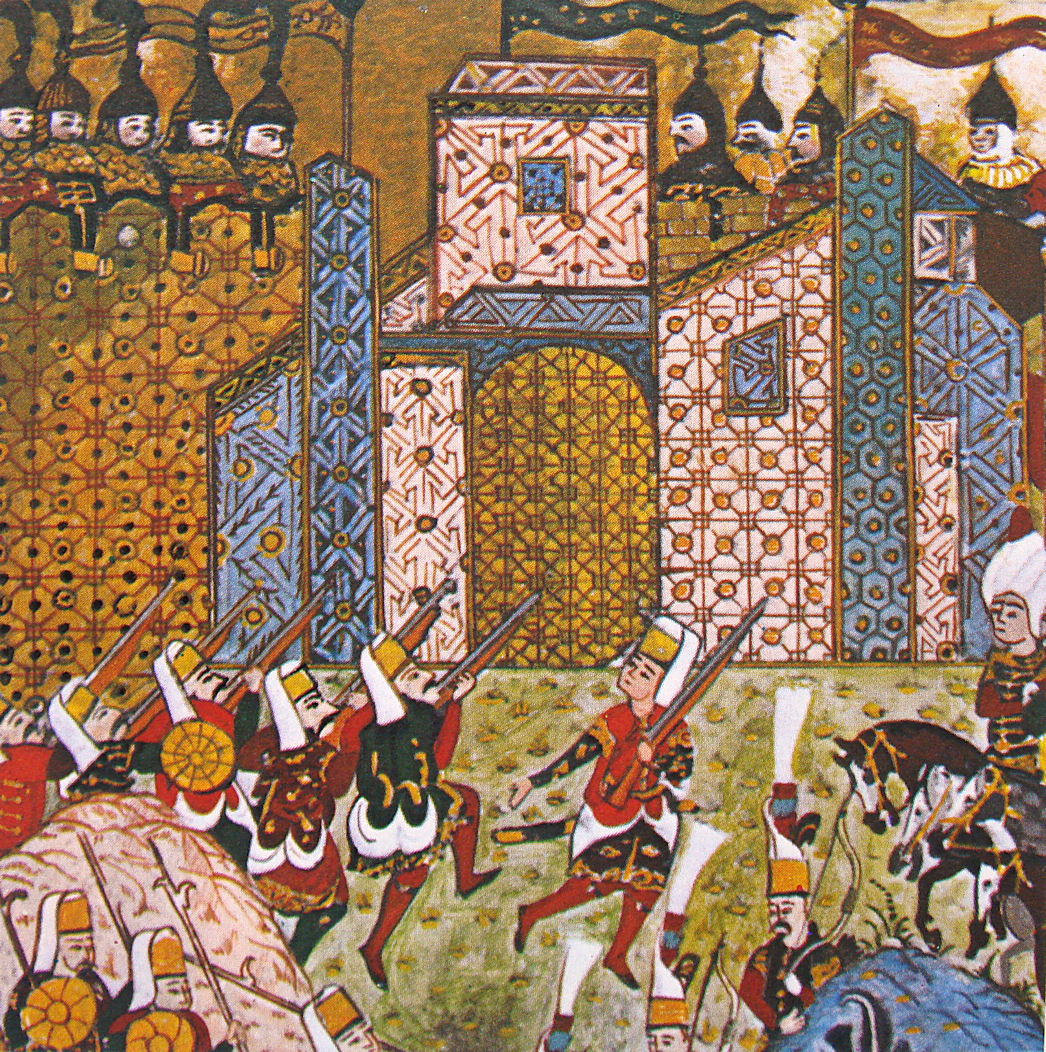
Cavalerii Sfântului Ioan apărându-se de ienicerii otomani în asediul din Rhodos, 1522

În epoca timpurie a Turciei se regăseau reprezentări figurative, toate într-un spațiu bidimensional și cu o compoziție repetitivă. Temele erau legate de viața de la palat, istoria Imperiului Otoman, scene de razboi, ceremonii și expediții militare.
Lucrurile se schimbă în secolul al XX-lea, când pictorii erau trimiși în Europa la studii în domeniul artei, de unde veneau cu noi viziuni care au contribuit la arta turcă cu noi stiluri și abordări. Influența din Occidentul marcat de revoluțiile sociale, reforme și industrializare s-a făcut astfel simțită în republica turcă. Galeriile europene din anii 1950 au insuflat o schimbare radicală în arta Turciei, unde pictori precum Turgut Zaim, Cihat Burak sau Nadide Akdeniz au început să schițeze în tablourile lor elemente rurale, urbane, cu bogate reprezentări figurative. De altfel, İbrahim Çallı a dat startul tablourilor nud..